# 아키타현 제1구
아키타현 제1구(일본어: 秋田県第1区)는 일본의 중의원 선거구이다. 1994년 공직선거법이 개정되면서 신설되었다.

## 지역
- 아키타시

2002년의 구분 변경 이전에는 현재의 구역에 오가·미나미아키 지구(현재의 오가·가타가미·미나미아키 지구)가 1구에 들어 있었는데, 이 지구가 2구에 편입되었기 때문에 이후에는 현재의 아키타 시만이 1구에 해당한다(변경 당시에는 가베 군이 포함되어 있었지만, 2005년에 아키타 시에 편입된 이후는 아키타 시 전역에 해당함).

## 역대 국회의원
| 선거          | 선거          | 의원            | 정당   |
| ------------- | ------------- | --------------- | ------ |
|               | 1996년 제41회 | 사토 다카오     | 신진당 |
|               | 2000년 제42회 | 후타다 고지     | 자민당 |
|               | 2003년 제43회 | 데라타 마나부   | 민주당 |
| 2005년 제44회 |               | 데라타 마나부   | 민주당 |
| 2009년 제45회 |               | 데라타 마나부   | 민주당 |
|               | 2012년 제46회 | 도가시 히로유키 | 자민당 |
| 2014년 제47회 |               | 도가시 히로유키 | 자민당 |
| 2017년 제48회 |               | 도가시 히로유키 | 자민당 |